# 16 Lyncis
Pour les articles homonymes, voir Psi Aurigae.
Psi10 Aurigae
Désignations
16 Lyncis (en abrégé 16 Lyn) est une étoile blanche de la constellation du Lynx. Située près de la limite avec la constellation voisine du Cocher, l'étoile a également reçu la désignation de Bayer de Psi10 Aurigae (ψ10 Aurigae / ψ10 Aur), tandis que 16 Lyncis est sa désignation de Flamsteed. L'étoile est visible à l'œil nu avec sa magnitude apparente de 4,90.

## Environnement stellaire
D'après la mesure de sa parallaxe par le satellite Hipparcos, 16 Lyncis est distante d'environ ∼ 241 a.l. (∼ 73,9 pc) de la Terre, et elle se rapproche du système solaire à une vitesse radiale héliocentrique de −12 km/s. Sa magnitude absolue vaut 0,56. 16 Lyncis est une étoile seule, qui ne possède pas de compagnon qui lui serait associé au sein d'un système binaire.

## Propriétés
16 Lyncis est une étoile blanche de la séquence principale de type spectral A0Vn, qui fusionne l'hydrogène contenu dans son noyau en hélium. Elle est âgée de 181 millions d'années. Le suffixe « n » indique que son spectre présente des raies d'absorption nébuleuses en raison de sa rotation rapide. Elle tourne en effet sur elle-même à une vitesse de rotation projetée de 229 km/s. Cela donne à l'étoile une forme aplatie (oblate) avec un bourrelet équatorial qu'on estime être 10 % plus grand que son rayon polaire.
16 Lyncis est 2,38 fois plus massive que le Soleil. Elle est 56 fois plus lumineuse que l'étoile du système solaire et sa température de surface est de 10 395 K.

## Variabilité
La luminosité de 16 Lyncis est suspectée d'être légèrement variable, ce qui reste toutefois à être confirmé. Cette variabilité a été mise évidence alors qu'elle était utilisée comme comparaison lors de l'observation d'une autre variable, l'étoile chimiquement particulière HD 51418 (NY Aurigae).